# Elecciones presidenciales de Venezuela de 1897

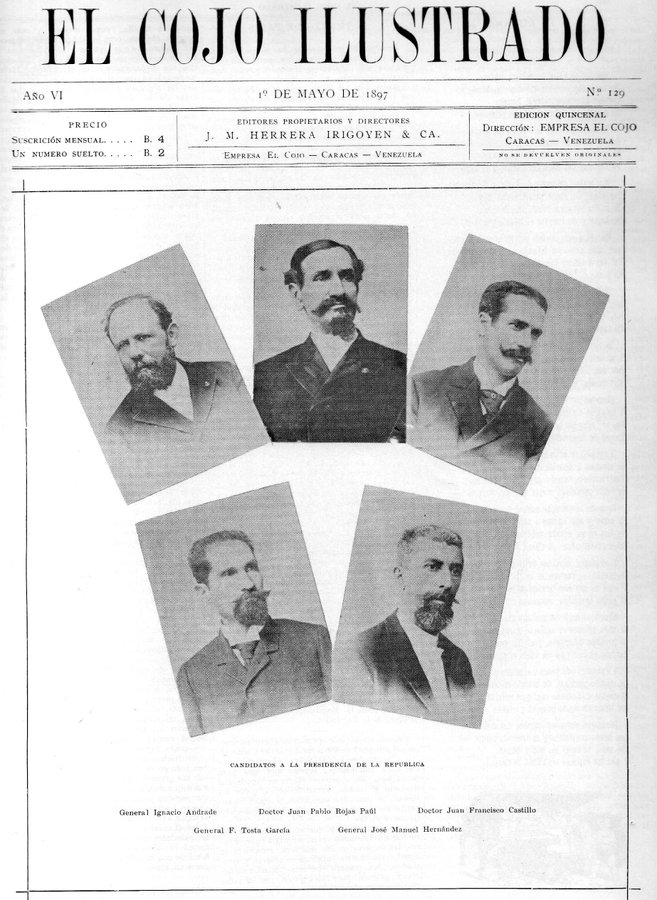
Candidatos a las elecciones presidenciales de Venezuela de 1897: Ignacio Andrade, Juan Pablo Rojas Paúl, Juan Francisco Castillo, Francisco Tosta García y José Manuel Hernández.

Las elecciones presidenciales de Venezuela de 1897 se llevaron a cabo el 10 de septiembre de 1897 donde se presentaron 27 candidatos, de los cuales 20 eran generales y 7 eran civiles. Bajo el segundo mandato presidencial de Joaquín Crespo (1892-1894) se promulgó la Constitución de 1893 en la que se establecía en su artículo 13 que los diputados, senadores y el presidente de la República se elegirían mediante el sufragio universal, directo y secreto. Joaquín Crespo garantiza unas "elecciones libres". Sin embargo, de los candidatos que se presentan, solo parecía destacarse como favorito único "El Mocho Hernández", por lo que Crespo realiza una maniobra electoral para asegurar la victoria del candidato oficialista Ignacio Andrade.

## Candidatos y campaña electoral
La sucesión presidencial de Joaquín Crespo para el período presidencial 1898-1902, generó a comienzos del año 1897 el inicio de la discusión en el seno de organizaciones políticas como el Partido Liberal Amarillo, el Partido Liberal Nacionalista y el Partido Popular entre otras, del candidato presidencial que disputaría los comicios a celebrarse entre el los días 10 y 12 de septiembre de ese mismo año. En este primer momento llegaron a manejarse los nombres de por lo menos 27 candidatos, entre quienes figuraban Ignacio Andrade, José Manuel Hernández, Juan Pablo Rojas Paúl, Francisco Tosta García, Claudio Bruzual Serra e incluso el propio general Antonio Guzmán Blanco, quien alejado del país pretendía todavía manejar los hilos de la política venezolana. El Partido Popular apoyó al académico y general Pedro Arismendi Brito con sus incipientes formulaciones sobre la cuestión social en Venezuela. Otros candidaturas sencillamente se restringían a los predios provinciales y locales.
Se perfila como el favorito a José Manuel Hernández "El Mocho Hernández" que durante 1897 celebra mítines como candidato del Partido Liberal Nacionalista fundado por Alejandro Urbaneja (1859-1944), bajo el lema Moralidad política, moralidad administrativa, moralidad social. Sus dirigentes eran denominados godos por el gobierno y eran, en su mayoría, los mismos que en 1893 habían creado el Partido Republicano Liberal. El nuevo partido recurrió, en su campaña, a métodos modernos copiados de las elecciones estadounidenses, como la realización de mítines y las giras por el interior del país, difusión de imágenes y botones relacionados con su candidatura, la captación de votos mediante el envío de cartas de corte personalista y la visita puerta por puerta.
El general Ignacio Andrade, impuesto por el presidente Joaquín Crespo, ni siquiera contaba con el apoyo de la mayoría de los líderes del liberalismo amarillo. Solo dependía del prestigio del terrible caudillo que gobernaba, quien utilizó todo el peso de su influencia para tenerlo como sucesor.
Aunque el presidente saliente garantizó en principio el respeto al libre desenvolvimiento de la propaganda electoral durante el año de 1897, a medida que fue aproximándose el tiempo de las elecciones, se comenzaron a producir denuncias de parte de los candidatos de la oposición sobre la presión del sector gubernamental sobre sus partidarios. En tal sentido, José Manuel Hernández señaló que muchas de las concentraciones a favor de su candidatura fueron obstaculizadas por el gobierno mediante maniobras tales como la recluta, hecho que de alguna manera inhibió la libre participación de la población en el proceso electoral.

## Elección

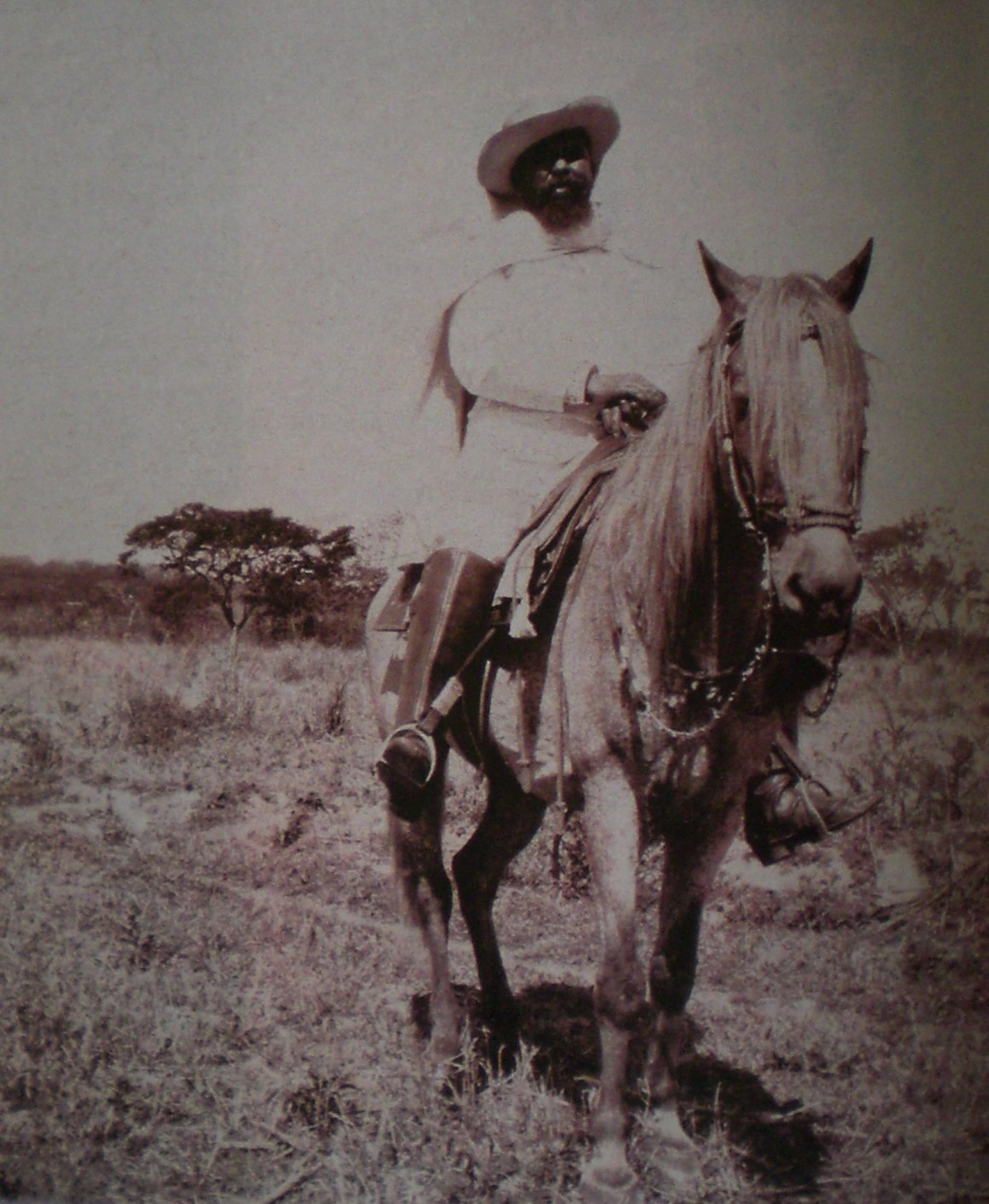
Joaquín Crespo presidente de Venezuela (1892-1898) y principal artífice del fraude electoral de 1897.

La popularidad del "Mocho" Hernández crece en el interior del país al ser un personaje mucho más carismático que el candidato oficialista Ignacio Andrade, por lo que el presidente Joaquín Crespo el día de la votación mando a ocupar las mesas electorales por "hombres de campo que llevaban el machete bajo la cobija" garantizándole el triunfo a Andrade. Se les ordenó que solo dejaran sufragar a quienes les indicaran sus supervisores. Por consiguiente, solamente llenaron las papeletas los ciudadanos señalados por los inspectores que en cada lugar cumplían con la misión de lograr una victoria “purificada”.
Se impidió a la oposición hacerse representar en las mesas de inscripción y votación, así como en las Juntas Inspectoras de las Inscripciones y Registro Electoral. Con el apoyo de las autoridades, los campesinos votaron repetidas veces amenazados, falseándose el “sufragio popular”.
Las plazas y centros de votación se percibieron militarizadas ese día con hombres armados con machetes. Cuando José Manuel Hernández acudió a su centro de votación, le fue impedido ejercer el derecho. La situación de Hernández se repitió a lo largo del tccionales. Su denuncia fue desestimada.  El gobierno y los andradistas afirmaron por su parte que en pocos lugares se presentaron personas interesadas en representar al hernandismo y defendieron el “triunfo arrollador” de su candidato

### Resultados

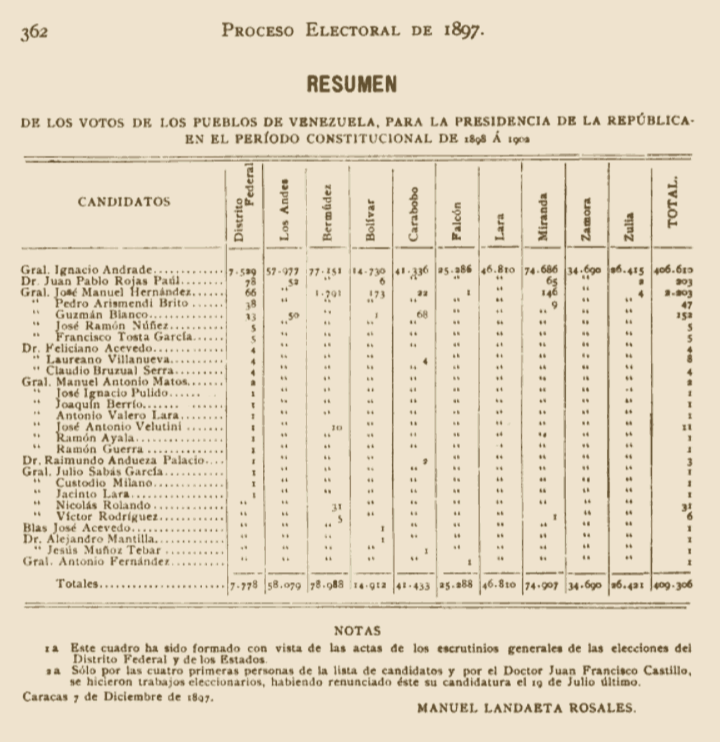
Resumen de votos por estados

Posteriormente, el Congreso reunido el 1 de febrero de 1898 declaró Presidente de los Estados Unidos de Venezuela al oficialista Ignacio Andrade con una mayoría casi absoluta de 406.610 mil votos.
| Candidato                         | Candidato                  | Partido                      | Votos   | %      |
| --------------------------------- | -------------------------- | ---------------------------- | ------- | ------ |
|                                   | Ignacio Andrade            | Partido Liberal              | 406.610 | 99.34% |
|                                   | José Manuel Hernández      | Partido Liberal Nacionalista | 2.203   | 0.54%  |
|                                   | Juan Pablo Rojas Paúl      | Independiente                | 203     | 0.05%  |
|                                   | Antonio Guzmán Blanco      | Independiente                | 152     | 0.04%  |
|                                   | Pedro Arismendi Brito      | Independiente                | 47      | 0.01%  |
|                                   | Nicolás Rolando            | Independiente                | 31      | 0.01%  |
|                                   | José Antonio Velutini      | Independiente                | 11      | 0%     |
|                                   | Otros candidatos           | Independientes               | 49      | 0.01%  |
| Votos válidamente emitidos        | Votos válidamente emitidos | Votos válidamente emitidos   | 409.306 | 100%   |
| Fuente: Proceso electoral de 1897 |                            |                              |         |        |

## Consecuencias
Estas elecciones se consideran fraudulentas debido a una campaña de saboteo en las mesas electorales. El aspirante del Partido Liberal Nacionalista, José Manuel Hernández, fue el principal afectado de este ardid político que empañó el inicio del nuevo período presidencial. El Presidente Ignacio Andrade inició su mandato el 20 de febrero de 1898 para el período presidencial 1898-1902. Como mandatario tiene que responder a los designios del general Crespo, quien había montado un aparataje político a fin de asegurar su control y continuidad en el gobierno. Consecuencia de este triunfo fraudulento, el 2 de marzo de 1898 se inicia en la hacienda “Queipa”, montaña del Socorro, sierra occidental de Carabobo, la “Revolución de Queipa”, que lidera el “mocho” Hernández.